# Johann Cloppenburg
Johann Cloppenburg, in latino Johannes Cloppenburgus (Amsterdam, 13 maggio 1592 circa – Franeker, 1652), è stato un teologo olandese calvinista.
È conosciuto come polemista e contributore alla teologia federale. Produsse anche commenti dettagliati sull'etica delle transazioni finanziarie e bancarie.

## Biografia
Nacque ad Amsterdam nel 1592 e studiò all'Università di Leida, dove strinse un'amicizia permanente con Gisbertus Voetius. Con Voetius si oppose alla nomina di Corrado Vorszio a Leida, dopo la morte di Giacobbe Arminio. Trascorse quindi un periodo a studiare e viaggiare all'estero. Un viaggio nel 1615 lo portò da Saumur a Basilea, con un manoscritto di Philippe de Mornay basato sul Pugio Fidei di Ramón Martí. In Germania visitò Herborn, Marburgo e Heidelberg.
Cloppenburg fece ritorno nei Paesi Bassi nel 1616 come predicatore ad Aalburg. Come gomarista, prese parte a una disputa contro i rimostranti a Bleiswijk. Andò a sostenere Voetius a Heusden, che dal 1617 aveva affrontato l'opposizione del rimostrante Johannes Grevius. Fu predicatore ad Amsterdam dal 1621 al 1626, quando si scontrò con le autorità locali per un mercante armeno. Passò quindi a Brielle.
Cloppenburg fu nominato professore all'Università di Harderwijk nel 1641. Dopo avere litigato con il suo collega Anton Deusing nel 1643, lasciò quell'università l'anno seguente. Si trasferì all'Università di Franeker nella Frisia, dove morì nel 1652.

## Opere

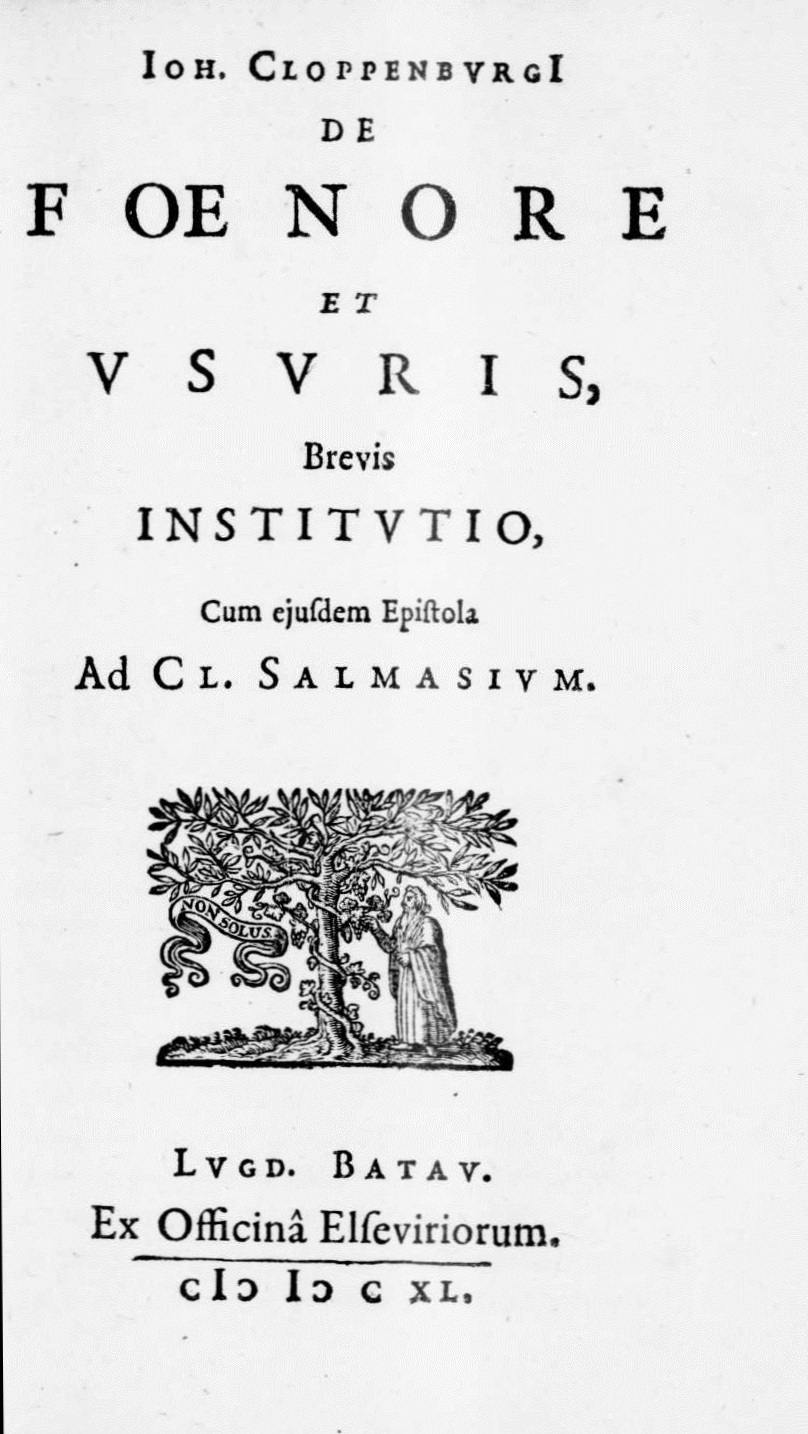
De foenore et usuris brevis institutio, 1640

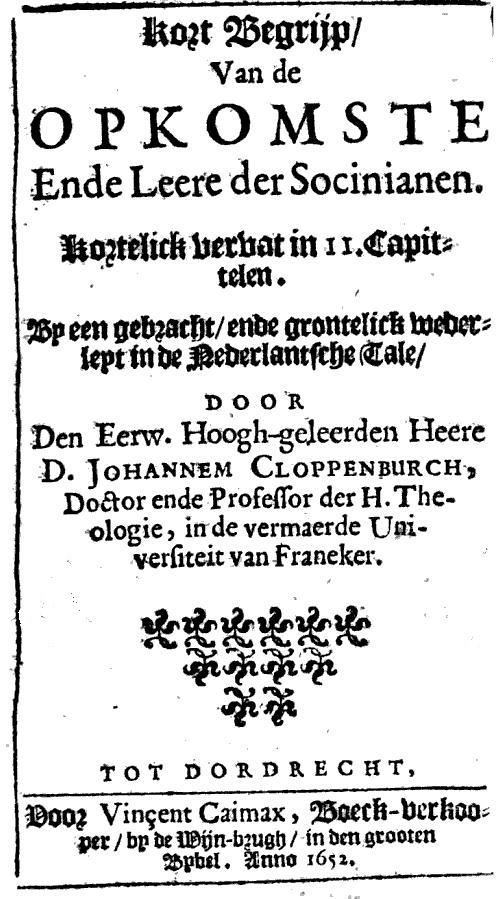
Frontespizio del Kort begrijp van de opkomste ende leere der Socinianen (1652).

- Gangraena theologiae Anabaptisticae, prima versione olandese 1625 con sottotitolo Cancker van de leere der weder-dooperen.[12] Un'edizione latina fu pubblicata nel 1645. Fu citata da Robert Baillie e William Prynne e probabilmente influenzò la Gangraena (1646) di Thomas Edwards.[13] Vi fu un'ulteriore edizione latina (1656). Friedrich Spanheim fornì l'appendice Diatriba historica de origine, progressu et sectis anabaptistarum.[14]
- Trou-hertinge Aenwysinge van theologische Redenen, 1627.
- Trouhertige vermaninge, 1629.
- Kort begrijp van der Leere der Socinianer, 1630. Un'opera olandese contro i sociniani, apparve assieme a una traduzione olandese di un'opera di Fausto Sozzini, il De officio hominis Christiani.[15] In seguito fu ripubblicata (Kort begrijp van de opkomste ende leere der Socinianen) come parte del Compendiolum latino Socinianismi Confutatum (1652). Comprendeva anche scritti dei sociniani polacchi Krzysztof Ostorodt e Andrzej Wojdowski, confiscati alla fine del XVI secolo.[16]
- Epistola ad virum Cl. D. Ludovicum de Dieu, qua spenditur controversia inter Baronium et Casaubonum (1634). Basata sulla corrispondenza tra Cloppenburg e Louis de Dieu a Leida, affrontava questioni esegetiche e costituiva la base di un contributo ai Critici sacri.[17]
- Sacrificiorum patriachalium Schola cum Spicilegio, 1637.
- Christelijcke onderwijsinge van woecker, interessen, coop van renten. 1637.[18]
- (LA) De foenore et usuris, brevis institutio: cum ejusdem epistola ad Cl. Salmasium, Leiden, Bonaventura Elzevier et Abraham Elzevier, 1640. Una risposta al suo amico di un tempo Salmasio, nella controversia sull'usura, ritardata dagli stampatori.[19]
- Vindiciae pro deitate spiritus sancti, adversus Pneumatomachum, Johan. Bidellum, Anglum, 1652. Una risposta al primo libro di John Biddle, che a Cloppenburg era stato mostrato durante una visita a Bristol.[20]
- Anti-Smalcius, de divinitate Jesu Christi, 1652. Quest'opera contro Valentinus Smalcius nacque come una delle tante tesi di laurea degli studenti ungheresi di Cloppenburg a Franeker.[21]
- Exercitationes super locos communes theologicos, 1653.[22]
- Syntagma selectarum esercitationum theologicarum, 1655.

La sua Theologica opera omnia fu pubblicata nel 1684; l'editore Johannes à Marck era suo nipote.